# أرتيوم ليونوف
أرتيوم ليونوف (بالروسية: Леонов, Артём Петрович)‏ هو لاعب كرة قدم روسي في مركز حراسة المرمى، ولد في 28 يونيو 1994 في أورينبورغ في روسيا. شارك مع منتخب روسيا تحت 17 سنة لكرة القدم ومنتخب روسيا تحت 19 سنة لكرة القدم ومنتخب روسيا تحت 21 سنة لكرة القدم. أما مع النوادي، فقد لعب مع كريليا سوفيتوف سامارا ونادي أكاديمية تولياتي لكرة القدم ونادي أوفا ونادي كراسنودار ونادي موردوفيا سارانسك ونادي مينسك.

## وصلات خارجية
- أرتيوم ليونوف على موقع Soccerway.com (الإنجليزية)